# Pierre Bleuse
Pour les articles homonymes, voir Bleuse.
Pierre Bleuse, né le 6 novembre 1977 à Boulogne-Billancourt, est un violoniste et chef d'orchestre français.

## Biographie
Né dans une famille de musiciens, Pierre Bleuse entame ses études musicales de violon au Conservatoire à rayonnement régional de Boulogne-Billancourt dans les classes de Jean Lenert et Suzanne Gessner. Son père Marc Bleuse est compositeur et sa mère Anne Fondeville est chanteuse lyrique. Son frère Emmanuel est violoncelliste et sa sœur Jeanne, pianiste. Ils partent à Toulouse en 1990 et Pierre Bleuse poursuit ses études au Conservatoire à rayonnement régional de Toulouse dans les classes de Pierre Doukan et Guenadi Hoffmann où il obtient ses prix de violon et de musique de chambre en 1994. 
Il retourne ensuite à Paris et rentre au Conservatoire national supérieur de musique et de danse de Paris (CNSMDP) dans la classe de Patrice Fontanarosa. Il sort avec un 1er prix en 2002. Il part ensuite un an à Berlin pour se perfectionner à l'université des arts de Berlin.
Après ses études, il devient membre du quatuor Satie et des ensembles Court-Circuit et TM+ puis devient violon solo et chef associé de l’Orchestre de chambre de Toulouse (2005-2010). Il pratique également le violon baroque sous l’impulsion de Gilles Colliard et sera amené à partager la scène avec Christophe Coin.
C’est en 2010 qu’il décide de se consacrer à la direction d’orchestre. Il part travailler en Finlande, avec Jorma Panula. Il entre en 2011 à la Haute École de musique de Genève, dans la classe de direction d’orchestre de Laurent Gay, dont il sort diplômé en 2013, avant d’en devenir l’assistant, sous son impulsion et Philippe Dinkel. Il tiendra ce poste jusqu’en 2016.
Pierre Bleuse entame dans le même temps une collaboration régulière dès 2012 avec l’orchestre national du Capitole de Toulouse. En octobre 2014, il remplace le chef espagnol Josep Pons. Il travaille également comme assistant à l’opéra de Lyon, notamment dans la production d'Orphée et Eurydice, mise en scène par David Morten.
Remarqué en 2014 au Mozarteum de Salzbourg par Thierry Fischer, il est invité pour ses débuts aux États-Unis à diriger l'Orchestre symphonique de l'Utah à Salt Lake City en juillet 2016.
Très impliqué dans le répertoire contemporain, Michael Jarrell lui confie en janvier 2017 la direction de son opéra Cassandre porté par Fanny Ardant, au Grand Théâtre de Provence, avec le Lemanic Modern Ensemble dont il est codirecteur musical. 
Sa forte proximité avec le compositeur l'amènera à diriger le concert anniversaire de Jarrell en octobre 2018 au Victoria Hall de Genève, avec le Lemanic Modern Ensemble, concepteur et le producteur de cette soirée, et l’Orchestre de la Suisse romande.
En novembre 2018, il dirige le prestigieux Royal Stockholm Philharmonic Orchestra en remplacement de Sakari Oramo.
La saison artistique 2018/2019 le propulsera à la baguette de nombreux autres prestigieux orchestres tels que : MDR Sinfonieorchestrer de Leipzig, à l’Orchestre de la Suisse romande, à l’Orchestre de chambre de Paris, à l’Orchestre de Paris, à l’Orchestre philharmonique national de Russie, à l’Orchestre symphonique national de Chine. Il retourne également l’Opéra national de Lyon pour une série de représentations de Dido & Enée, dirige l’Orchestre symphonique et lyrique de Nancy, l’ Orchestre de l’Opéra de Tours, l’Orchestre d'Auvergne
La saison 2021/2022 a commencé par son premier concert en tant que nouveau directeur musical de l’Orchestre symphonique d'Odense, suivi par ses débuts à l’Orchestre national de France, Tokyo Symphony, Berner Symphonieorchester, Orchestre symphonique des Flandres en tournée, ainsi que l’Orchestre symphonique de Québec et l’Orchestre philharmonique royal de Liège. En outre, Pierre Bleuse retournera diriger l’orchestre de la Tonkünster au Musikverein de Vienne avec l’étoile montante du piano Marie-Ange Nguci, l’Ensemble intercontemporain à la Philharmonie de Paris, le National Philharmonic of Russia. Il participera à nouveau au Festival Présences à Radio France, et ouvrira la saison de l’Opéra de Rouen par une nouvelle production de Il Trovatore.
Pierre Bleuse mène une carrière internationale de premier plan. En mars 2020, il est nommé directeur musical de l'Orchestre symphonique d'Odense, au Danemark, à compter de la saison 2021/2022. La même année, il prend la direction artistique du célèbre Festival Pablo Casals de Prades. Il est également directeur musical du Lemanic Modern Ensemble, formation basée à Genève et consacrée à l’exploration du nouveau répertoire.
Le 2 décembre 2021, la direction de l'Ensemble intercontemporain nomme Pierre Bleuse directeur musical de l'ensemble pour un premier mandat de 4 ans à partir de la saison 2023/2024. Il succède ainsi à Matthias Pintscher, présent depuis 2013.

## Direction artistique
- Odense Symphony Orchestra : chef d'orchestre principal
- Ensemble intercontemporain : directeur musical à partir de la saison 2023/2024
- Festival Pablo Casals : directeur artistique
- Lemanic Modern Ensemble codirecteur musical
- Musika Orchestra Academyn : cofondateur et directeur artistique et musical. École européenne des métiers de l’orchestre regroupant chaque année au sein d’un orchestre symphonique, les futurs talents issus des plus grands conservatoires français et européens et artistes de renommée internationale réunis dans un comité artistique comprenant : Bertrand Chamayou, Gautier Capuçon, Sol Gabetta, Sonya Yoncheva, Jean-Frédéric Neuburger, David Kadouch, Louis Schwizgebel[4] ou Thierry Fischer.
- Musika Toulouse : Festival international d’échanges culturels et économiques entre la France et la Norvège. Cofondateur avec Andreas Sonning[5] et directeur artistique de 2008 à 2012.
- Animato : il en est nommé directeur musical en 2014. Il en dirige la tournée européenne de novembre 2016 reliant cinq des grandes capitales européennes : Berlin, Vienne, Budapest, Prague et Bratislava.